# NGC 151
NGC 151 este o galaxie spirală, posibil și barată, situată în constelația Balena, membră a grupului NGC 151 (care include galaxiile NGC 217, NGC 151, MCG -2-2-30 și MCG -2-2-38). A fost descoperită în 28 noiembrie 1785 de către William Herschel. De asemenea, a fost observată încă o dată în 14 decembrie 1830 de către John Herschel, în 9 august 1886 de către Lewis Swift iar în 10 octombrie 1891 de către Rudolf Spitaler. Galaxia NGC 151 a primit și numele de NGC 153 după observația lui Lewis Swift.